# 吳道源
吳道源（Wu Tao-yan，1924年—），是一名出生於上海市的射擊運動員，旅居於美國，服務於福特汽車。他曾代表中華民國參加1956年至1972年之間的五屆奧林匹克運動會，為台灣史上最多，並於1966年亞洲運動會上獲得三金一銅的成績，成為單屆亞運會奪下最多金牌數及獎牌數的台灣運動員（與1998年亞洲運動會周妙玲三金一銅成績並列）。